# Municipio de Zinacantán
El municipio de Zinacantán es uno de los 124 municipios que componen el estado mexicano de Chiapas. Su cabecera es la localidad del mismo nombre.

## Toponimia
El nombre «Zinacantán» proviene del náhuatl y se traduce como "lugar de murciélagos". Cecilio Robelo, en su obra «Toponimia Tarasco-Hispano-Nahoa» asocia la traducción «del murciélago» al nombre Zinacanyotl.

## Geografía
Tiene una superficie aproximada de 194.5 km² e integra la región socioeconómica V Altos Tsotsil Tseltal.

Sus coordenadas geográficas extremas son 92°52'51.96" W - 92°40'59.52" W de longitud oeste y 16°38'36.60" N - 16°46'51.60" N de latitud norte.
Limita este con el municipio de San Cristóbal de las Casas, al noreste con el municipio de San Lucas, al noroeste con el municipio de Ixtapa, al norte con el municipio de Chamula y al suroeste con los municipios de Acala y Chiapa de Corzo.
Según la clasificación climática de Köppen, el clima corresponde al tipo Cwb - Templado con invierno seco (verano suave).

## Demografía
De acuerdo a los resultados del Censo de Población y Vivienda de 2020 realizado por el Instituto Nacional de Estadística y Geografía, la población total del municipio es de 45 373 habitantes, lo que representa un crecimiento promedio de 2.3% anual en el período 2010-2020 sobre la base de los 36 489 habitantes registrados en el censo anterior. Al año 2020 la densidad del municipio era de 233,1 hab/km².
| Gráfica de evolución demográfica de Municipio de Zinacantán entre 2000 y 2020 |
|                                                                               |
| Fuente: Instituto Nacional de Estadística Geografía e Informática             |

El 46.5% de los habitantes eran hombres y el 53.5% eran mujeres. El 69% de los habitantes mayores de 15 años (19 933 personas) estaba alfabetizado. Prácticamente la totalidad de la población, (45 060 personas), es indígena.
En el año 2010 estaba clasificado como un municipio de grado muy alto de vulnerabilidad social, con el 64.77% de su población en estado de pobreza extrema. Según los datos obtenidos en el censo de 2020, la situación de pobreza extrema afectaba al 53.9% de la población (24 678 personas).

### Localidades
En el censo de 2020 el municipio de Zinacantán contaba con 61 localidades.
| Código INEGI      | Localidad         | Población (2020) |
| ----------------- | ----------------- | ---------------- |
| 071110001         | Zinacantán        | 5 575            |
| 071110011         | Pasté             | 5 256            |
| 071110010         | Navenchauc        | 5 194            |
| 071110009         | Nachig            | 4 520            |
| 071110012         | Patosil           | 1 966            |
| 071110003         | Bochojbo Alto     | 1 296            |
| 071110018         | Zequentic         | 1 221            |
| 071110002         | Apaz              | 1 101            |
| 071110005         | Chiquinivalvo     | 1 028            |
| Otras localidades | Otras localidades | 18 216           |
| Total municipal   | Total municipal   | 45 373           |

## Salud y educación
En 2010 el municipio tenía un total de 6 unidades de atención de la salud, con 14 personas como personal médico. Existían 41 escuelas de nivel preescolar, 53 primarias, 13 secundarias, 2 bachilleratos y 17 escuelas primarias indígenas.

## Actividades económicas
Según el número de unidades destinadas a cada sector, las principales actividades económicas del municipio son el comercio minorista y la elaboración de productos manufacturados, que reúnen más del 97% de las unidades económicas del municipio. En menor escala, con el 3.11% destinadas a la actividad, se encuentran las unidades destinadas a la prestación de servicios de alojamiento temporal y preparación de alimentos y bebidas.